# Jerry Heidenreich
Jerome Alan "Jerry" Heidenreich, född 4 februari 1950 i Tulsa i Oklahoma,  död 18 april 2002 i Paris i Texas, var en amerikansk simmare.
Heidenreich blev olympisk guldmedaljör på 4 x 100 meter frisim vid sommarspelen 1972 i München.